# Урсуленко Василь Іванович
Василь Іванович Урсуленко (5 лютого 1939, Тишківка — 15 грудня 2017, Київ) — український лікар-кардіохірург. Доктор медичних наук (1990), професор (2001). Лауреат Державної премії УРСР в галузі науки і техніки (1988), заслужений діяч науки і техніки України (2006). Здійснив близько 9 тисяч операцій на серці, співзаснував коронарну хірургію в Україні, вдосконалив протезування клапанів серця.
Понад 45 років — науковий співробітник Київського науково-дослідного інституту серцево-судинної хірургії (пізніше — Національного інституту серцево-судинної хірургії імені Миколи Амосова НАМН України; 1971—2017), з яких 17 років — завідувач відділення хірургічних методів лікування коронарної недостатності. Автор понад 300 наукових робіт, близько 15 авторських свідоцтв на винаходи. Учень академіка Миколи Амосова.

## Життєпис
Народився 5 лютого 1939 року в селі Тишківка на Кіровоградщині. Після закінчення школи брав участь у будівництві каналу Сіверський Донець — Донбас як бетонник-арматурник.
У 1959 році закінчив Одеське медичне училище № 3. Відтоді протягом трьох років проходив військову службу в складі Південної групи військ в Угорській Народній Республіці як старший операційний медбрат медико-санітарного батальйону.
У 1968 році з відзнакою закінчив лікувальний факультет Кримського державного медичного інституту. Тоді ж за власним бажанням направлений на посаду завідувача хірургічного відділення Центральної лікарні Джилікульського району ТРСР.
З 1971 року — в Києві, в клінічній ординатурі клініки серцевої хірургії Київського науково-дослідного інституту туберкульозу і грудної хірургії імені академіка Ф. Г. Яновського. Учень академіка Миколи Амосова. Закінчивши ординатуру, працював старшим науковим співробітником відділення вроджених пороків серця. У 1979 році здобув науковий ступінь кандидата медичних наук, захистивши дисертацію на тему «Изменение центральной гемодинамики и регионарного кровообращения при внутриаортальной балонной контрпульсации».
У 1983 році клініка серцевої хірургії була реорганізована в Київський науково-дослідний інститут серцево-судинної хірургії (пізніше — Національний інститут серцево-судинної хірургії імені Миколи Амосова НАМН України), де Василь Урсуленко обійняв посаду завідувача відділення хірургічних методів лікування коронарної недостатності.

Могила Василя Урсуленка, Байкове кладовище

У 1990 році здобув науковий ступінь доктора медичних наук, захистивши дисертацію на тему «Особенности хирургического лечения, непосредственные и отдаленные результаты у больных ИБС в зависимости от вариантов клинического течения заболевания». У 2000 році залишив посаду завідувача відділення та працював його головним науковим співробітником, був затверджений у вченому званні професора.
Працював до останніх днів життя. Помер на 79-му році життя 15 грудня 2017 року. Похований разом із дружиною у колумбарії Байкового кладовища (50°24′58.41″ пн. ш. 30°30′7.38″ сх. д. / 50.4162250° пн. ш. 30.5020500° сх. д.).

## Наукова діяльність
Автор понад 300 наукових робіт, близько 15 авторських свідоцтв на винаходи. Здійснив близько 9 тисяч операцій на серці, з яких майже 5 тисяч — із штучним кровообігом. Науковий керівник 7 кандидатських дисертацій. Серед учнів Василя Урсуленка — кардіохірурги Артур Габрієлян, Анатолій Руденко тощо.
Працюючи в Таджикистані протягом трьох років, виконав понад 400 хірургічних втручань. У 1970-х роках співзаснував коронарну хірургію в Україні, спільно з колегами розробив апарат для допоміжного кровообігу та полегшення роботи серця за допомогою внутрішньоаортальної контрапульсації, також внутрішньоаортальні балончики для цього апарата, виготовлені на Броварському заводі пластмас. У 1976 році розробив дакронову тканину для пластики дефектів перегородок серця.
На посаді завідувача відділення хірургічних методів лікування коронарної недостатності вдосконалював протезування клапанів серця при кальцинованому мітральному стенозі, аортальному пороку, бактеріальному ендокардиті тощо, за що у 1988 році був нагороджений Державною премією УРСР в галузі науки і техніки. Впровадив у практику здійснення хірургічних втручань при кардіоплегії.
У 1998 році першим в Узбекистані здійснив операцію аортокоронарного шунтування. Академіком Ісааком Трахтенбергом та істориком медицини Юрієм Віленським був названий «новатором світового класу».

## Науковий доробок (частковий)
- Изменение центральной гемодинамики и регионарного кровообращения при внутриаортальной балонной контрпульсации: диссертация на соиск. учен. степ. к. м. н. — Москва: [б. и.], 1978.
- Особенности хирургического лечения, непосредственные и отдаленные результаты у больных ИБС в зависимости от вариантов клинического течения заболевания: диссертация доктора медицинских наук : 14.00.44 / Киев. НИИ сердечно-сосудистой хирургии. — Киев, 1990.
- Кнышов Г. В., Урсуленко В. И., Руденко А. В., Габриелян А. В., Купчинский А. В., Атаманюк М. Ю., Прудкий И. И., Береговой А. А.. Особенности хирургического лечения ишемической болезни сердца и её осложненных и сочетанных с другими болезнями сердца форм у пациентов пожилого возраста // Вестник неотл. и восстан. мед. — 2002. — Т.3, № 3. — С.349-352.
- Урсуленко В. И., Руденко А. В., Купчинский А. В., Пилипенко Н. Н., Прудкий И. И., Ящук К. В., Слабченко А. С., Соломка С. Н. Комбинированный метод хирургического лечения осложненных и сочетанных форм ИБС // Бюллетень НЦССХ им. А. Н. Бакулева РАМН. Сердечно — сосудистые заболевания. — Москва, 2003 г. — 9-й Всероссийский съезд сердечно — сосудистых хирургов. — Т.3, № 12. — С.74.
- Руденко А. В., Урсуленко В. И., Купчинский А. В., Дзахоева Л. С. Результаты коронарного шунтирования, выполненного по неотложным показаниям // Щорічник наукових праць Асоціації серцево — судинних хірургів України. Серцево — судинна хірургія. — Київ, 2004 р. — Випуск № 12.– С. 165—171.
- Руденко А. В., Урсуленко В. И., Купчинский А. В. Хирургическая стратегия и тактика реваскуляризации миокарда на работающем сердце у больных ишемической болезнью сердца // Серце і судини. — 2004. — № 4(8). — С. 15 — 19.
- Урсуленко В. І., Руденко А. В., Атаманюк М. Ю., Купчинський О. В., Соломка С. М., Клюзко В. М. Поєднане ураження коронарних артерій і клапанів серця. Частота і результати хірургічного лікування. // Х Конгрес світової федерації українських лікарських товариств. Тези доповідей. — 26 — 28 серпня 2004 р., м. Чернівці. — С. 489—490.
- Урсуленко В. И., Руденко А. В., Купчинский А.В Сочетанное поражение коронарных артерий и клапанов сердца, частота и результаты хирургического лечения // Щорічник наукових праць Асоціації серцево — судинних хірургів України. Серцево — судинна хірургія. — Київ, 2005. — Випуск № 13. — С. 371—376.
- Аневризмэктомия и пластика левого желудочка у пациентов с гигантскими заднебазальными аневризмами сердца // Серце і судини. — 2009. — № 1. — С. 86–91.
- Частота развития, особенности клиники и методы хирургического лечения заднебазальных аневризм левого желудочка / Урсуленко В. И., Руденко А. В., Якоб Л. В. и др. // Серце і судини. — 2010. — № 2. — С. 27–38.
- «Ишемическая кардиомиопатия»: непосредственные и отдаленные результаты хирургического и медикаментозного лечения / В. И. Урсуленко, Л. В. Якоб // Серце і судини. — 2012. — № 4. — С. 33-40.
- Хирургические аспекты коронарной и почечной патологии при реваскуляризации миокарда на работающем сердце / В. И. Урсуленко, А. В. Руденко, А. В. Купчинский, А. А. Береговой, Е. О Лебедева, Д. С. Собинов, И. И. Прудкий // Український журнал нефрології та діалізу. — 2012. — № 2. — С. 38-43.
- Хирургическое лечение сочетанной коронарной и клапанной патологии: проблемы защиты миокарда / В. И. Урсуленко, А. В. Купчинский, А. А. Береговой, И. И. Прудкий, К. В. Ящук, Л. С. Дзахоева, Л. А. Клименко, С. Г. Клименко, Н. С. Осипенко // Серце і судини. — 2013. — № 2. — С. 36-42.
- Технические трудности и пути их решения при каскадных стенозах всех коронарных артерий или в сочетании с «проблемной» аортой у больных ишемической болезнью сердца при операциях шунтирования коронарных артерий / В. И. Урсуленко, А. В. Руденко, В. В. Демус // Серце і судини. — 2013. — № 4. — С. 87-94.
- Постинфарктный разрыв межжелудочковой перегородки: частота развития, результаты хирургического лечения / В. И. Урсуленко, А. В. Руденко, В. П. Захарова, А. А. Береговой, Ю. В. Паничкин, Л. В. Якоб, Н. Л. Руденко, Б. В. Черпак, И. А. Дитковский, Л. С. Дзахоева // Серце і судини. — 2014. — № 2. — С. 16-27.
- Аналіз перебігу коронарного атеросклерозу в пацієнтів із цукровим діабетом 2 типу та без нього через 12 місяців після операції аортокоронарного шунтування за даними коронарошунтографій / А. В. Руденко, В. В. Гутовський, В. І. Урсуленко, С. А. Руденко, О. К. Гогаєва // Вісник серцево-судинної хірургії. — 2014. — Вип. 22. — С. 285—291.
- Обобщение 14-летнего опыта выполнения операций коронарного шунтирования на работающем сердце / А. В. Руденко, В. И. Урсуленко, А. В. Купчинский, А. А. Береговой, Р. М. Витовский, Н. Л. Руденко // Вісник серцево-судинної хірургії. — 2014. — Вип. 22. — С. 301—306.
- Методы и техника наложения проксимальных и дистальных анастомозов при операциях шунтирования коронарных артерий у больных с ишемической болезнью сердца / В. И. Урсуленко, В. В. Демус, Н. М. Верич, В. И. Позняк, Р. М. Витовский, Л. А. Клименко, Л. С. Осипенко // Вісник серцево-судинної хірургії. — 2014. — Вип. 22. — С. 356—369.
- Хирургическое лечение постинфарктных разрывов межжелудочковой перегородки: результаты, проблемы и возможные пути их решения / В. И. Урсуленко, А. В. Руденко, В. П. Захарова, А. А. Береговой, Ю. В. Паничкин, Л. В. Якоб, Н. Л. Руденко, Б. В. Черпак, И. А. Дитковский, Л. С. Дзахоева // Вісник серцево-судинної хірургії. — 2014. — Вип. 22. — С. 370—386.
- Спосіб хірургічного лікування аневризм лівого шлуночка задньобазальної локалізації / Л. В. Якоб, В. I. Урсуленко, А. В. Руденко // Вісник серцево-судинної хірургії. — 2014. — Вип. 22. — С. 413—419.
- Формирование и течение постинфарктного разрыва межжелудочковой перегородки / А. В. Руденко, Н. Л. Руденко, В. И. Урсуленко, Л. А. Клименко // Вісник серцево-судинної хірургії. — 2015. — Вип. 23. — С. 215—218.
- Оптимальная стратегия лечения острого коронарного синдрома на примере клинического случая / В. И. Урсуленко, Е. К. Гогаева, Л. В. Якоб, Л. С. Дзахоева, Ю. С. Стародуб // Вісник серцево-судинної хірургії. — 2015. — Вип. 23. — С. 248—251.
- Успішний випадок лікування гострої мітральної недостатності у стані кардіогенного шоку / В. І. Урсуленко, О. О. Журба, Л. В. Якоб, М. М. Пилипенко, Н. М. Верич // Вісник серцево-судинної хірургії. — 2015. — Вип. 23. — С. 252—254.
- Факторы, влияющие на длительность функции артериальных и венозных шунтов / В. И. Урсуленко, А. В. Купчинский, В. В. Демус, В. П. Захарова, Е. В. Руденко // Вісник серцево-судинної хірургії. — 2015. — Вип. 23. — С. 255—261.
- Ургентное аортокоронарное шунтирование на работающем сердце после тромболитической терапии на фоне острого коронарного синдрома / В. И. Урсуленко, Е. К. Гогаева, Л. В. Якоб, Л. С. Дзахоева, Ю. С. Стародуб // Кардіохірургія та інтервенційна кардіологія. — 2015. — № 2. — С. 35-38.
- Хирургическое лечение ишемической болезни сердца в НИССХ имени Н. М. Амосова: история становления и развития (1971—2000 годы) / В. И. Урсуленко. — Киев: Агат-Принт, 2016. — 53 с. : ил.
- Хирургия осложненных форм ишемической болезни сердца / В. И. Урсуленко. — Киев: Агат-Принт, 2016. — 189 с. : іл., табл.
- 10 тысяч операций коронарного шунтирования на работающем сердце (опыт одной клиники) / А. В. Руденко, В. И. Урсуленко, А. В. Купчинский, С. П. Списаренко, Т. А. Малышева // Вісник серцево-судинної хірургії. — 2016. — № 1. — С. 6-8.
- Морфологические изменения межжелудочковой перегородки в разные сроки после ее разрыва / В. И. Урсуленко, А. В. Руденко, Н. Л. Руденко, В. П. Захарова // Вісник серцево-судинної хірургії. — 2016. — № 1. — С. 13-19.
- Особенности клинического течения и диагностики пациентов с ИБС, осложненной аневризмой левого желудочка заднебазальной локализации / В. И. Урсуленко, Л. В. Якоб, Л. С. Дзахоева, Е. К. Гогаева, Н. М. Верич, М. Н. Мороз, Г. Н. Сухобокова // Вісник серцево-судинної хірургії. — 2016. — № 3. — С. 11-13.
- Непосредственные результаты хирургического лечения ишемической болезни сердца, осложненной аневризмой левого желудочка и митральной недостаточностью / В. И. Урсуленко, А. В. Купчинский, С. А. Руденко, М. Н. Мороз, Е. В. Ювчик, К. В. Ящук // Вісник серцево-судинної хірургії. — 2016. — № 3. — С. 36-40.
- Клінічний випадок гібридного кардіохірургічного втручання у пацієнта з гострим інфарктом міокарда, ускладненим гостро виниклою вираженою мітральною регургітацією / С. В. Сало, В. І. Урсуленко, С. О. Сіромаха, О. А. Береговий, А. Ю. Гаврилишин // Вісник серцево-судинної хірургії. — 2016. — № 3. — С. 118—120.
- Механічна підтримка насосної функції серця за допомогою внутрішньоаортальної балонної контрпульсації при складних кардіологічних маніпуляціях і кардіохірургічних операціях. Критерії доцільності та показання: інформ. бюл. / [В. І. Урсуленко та ін.] ; Нац. акад. мед. наук України, ДУ «Нац. ін-т сердцево-судин. хірургії ім. М. М. Амосова НАМН», Асоц. серцево-судин. хірургів України. — Київ: [б. в.], 2017. — 26 с.
- Хирургическая тактика при небольших аневризмах левого желудочка заднебазальной локализации / В. И. Урсуленко, Е. К. Гогаева, Л. В. Якоб // Серце і судини. — 2017. — № 1. — С. 18-25.
- Варианты и способы защиты миокарда при хирургическом лечении клапанных пороков сердца в сочетании с коронарной патологией / В. И. Урсуленко, А. В. Купчинский, Л. Р. Наумова, Ю. С. Стародуб, П. М. Семенив, В. М. Галюк, Л. С. Федорова // Серце і судини. — 2017. — № 2. — С. 61-68.
- Особливості перебігу постінфарктних розривів міжшлуночкової перегородки / В. І. Урсуленко, М. Л. Руденко, В. П. Захарова, М. М. Гордієнко // Вісник серцево-судинної хірургії. — 2017. — № 1. — С. 19-24.
- Деформація стінок лівого шлуночка при аневризмі та артерiальній гіпертензії / М. М. Мороз, В. В. Лазоришинець, А. В. Руденко, В. І. Урсуленко, О. М. Трембовецька, О. В. Ювчик // Вісник серцево-судинної хірургії. — 2017. — № 3. — С. 20-24.
- Хирургическое лечение аневризм левого желудочка заднебазальной локализации / В. И. Урсуленко, Е. К. Гогаева, Л. В. Якоб, Н. Л. Руденко, Н. М. Верич // Кардіохірургія та інтервенційна кардіологія. — 2017. — № 1. — С. 30-43.
- Окклюзия подключичной артерии как причина рецидива стенокардии после маммарного шунтирования / В. И. Урсуленко, Е. К. Гогаева, Л. С. Дзахоева // Кардіохірургія та інтервенційна кардіологія. — 2017. — № 3. — С. 48-52.
- Особливості деформації стінок лівого шлуночка при тромбозі аневризми / М. М. Мороз, В. В. Лазоришинець, А. В. Руденко, В. І. Урсуленко, О. М. Трембовецька, О. В Ювчик // Український журнал медицини, біології та спорту. — 2018. — Т. 3, № 1. — С. 164—168.

### Авторські свідоцтва на винаходи (у співавторстві)
- 1985 — «Способ определения адекватного уровня венозного подпора при операциях с искусственным кровообращением»
- 1987 — «Выкусыватель для операций на магистральных сосудах»
- 1997 — «Спосіб аорто-коронарного шунтування для корекції ішемічної хвороби серця»
- 1997 — «Спосіб діагностики порушень гемодинаміки»
- 1997 — «Спосіб хірургічного лікування аневризм серця»
- 1998 — «Спосіб механічної ендартеректомії»
- 2000 — «Спосіб аортокоронарного шунтування»
- 2004 — «Спосіб хірургічного лікування ускладнених та поєднаних форм ішемічної хвороби серця»
- 2004 — «Спосіб аортокоронарного шунтування вінцевих артерій на працюючому серці»
- 2007 — «Спосіб діагностики тромбованої аневризми лівого шлуночка методом електрокардіографії»
- 2009 — «Спосіб широкої коронарошунтопластики на працюючому серці при тунельованих коронарних артеріях»
- 2009 — «Спосіб аневризмектомії і пластики лівого шлуночка у пацієнтів з гігантськими задньобазальними аневризмами серця»
- 2010 — «Спосіб широкої коронарошунтопластики на працюючому серці при тунельованих коронарних артеріях»
- 2010 — «Процес аневризмектомії і пластики лівого шлуночка у пацієнтів з гігантськими задньобазальними аневризмами серця»
- 2011 — «Спосіб лікування психосоматичних розладів при м'язових місточках»
- 2012 — «Спосіб коронарного шунтування дифузно ураженої по всій довжині лівої коронарної артерії у хворих ішемічною хворобою серця із супутнім цукровим діабетом 2 типу»

## Нагороди
- 1988 — Державна премія УРСР в галузі науки і техніки — «за цикл робіт „Розробка та широке впровадження у практику реконструктивних операцій на клапанах серця“»
- 2006 — заслужений діяч науки і техніки України
- грамоти Київської міської державної адміністрації, Національної академії медичних наук України, Національного інституту серцево-судинної хірургії імені Миколи Амосова[2]